# Sergio Missana

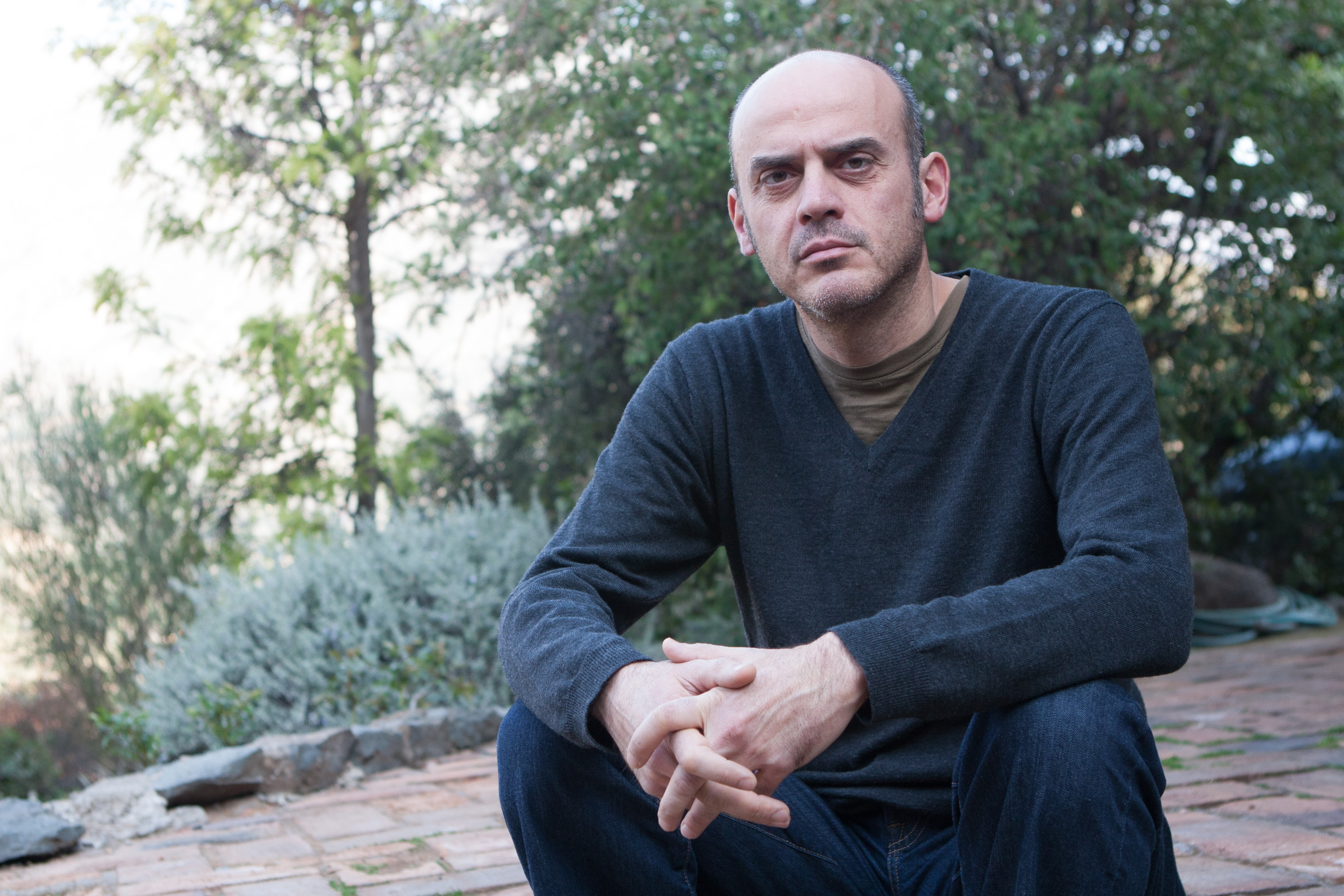
Sergio Missana (2014)

Sergio Missana (geboren 1966) ist ein chilenischer Schriftsteller.

## Leben
Sergio Missana hat italienische Vorfahren. Er studierte Kommunikationswissenschaften an der Universidad de Chile (B.A.) und machte ein Ergänzungsstudium in Journalismus. 1994/95 gab er das chilenische Musikmagazin Rock & Pop heraus.  Er studierte Spanisch an der Stanford University und wurde dort 2003 mit der Dissertation La máquina de pensar de Borges promoviert. Zwischen 2002 und 2006 arbeitete er als Public-Relationsmanager für die Banco Bilbao Vizcaya Argentaria.
Missana lehrt in Santiago de Chile Lateinamerikanische Literatur im Overseas Studies Program der Stanford University.
Er schreibt regelmäßig Feuilletons zu Literatur, Film, Musik und Kunst. Missana ist Direktor für Amerika bei der NGO Climate Parliament, die ihren Sitz in Großbritannien hat.
Missana ist mit Ramsay Turnbull verheiratet, sie haben drei Kinder.

## Werke (Auswahl)
- El invasor. Roman. Planeta, 1997
- Movimiento falso. Roman. Santiago : Lom, 2000
- La máquina de pensar de Borges. Santiago : Lom, 2003
- La calma. Roman. Santiago : Sudamericana, 2005
- El día de los muertos. Roman. Santiago : Fondo de Cultura Económica, 2007
- Luis el tímido. Kinderbuch. Alfaguara, 2008
- Las muertes paralelas. Roman. Era, 2010
- Boris y las manzanas. Kinderbuch. Alfaguara, 2011
- Lugares de paso. Fotografien Ramsay Turnbull. Lom, 2012
- El gallo loco. Kinderbuch. SM, 2013
- El discípulo. Roman. Seix Barral, 2014
- No es justo. Kinderbuch. SM, 2014
- La distracción. Essays. Santiago : Universidad Alberto Hurtado, 2015